# NGC 752
NGC 752 és un cúmul obert de la constel·lació d'Andròmeda. Fou descobert probablement per Giovanni Batista Hodierna abans de 1654, i descobert per William Herschel el 1786. NGC 752 està a una distància de 1.300 anys llum del sistema solar.
1. ↑  Ralf-Dieter Scholz «Astrophysical parameters of Galactic open clusters» (en anglès). Astronomy and Astrophysics, 3, 18-07-2005, pàg. 1163–1173. DOI: 10.1051/0004-6361:20042523.
2. ↑  Afirmat a: SIMBAD.
3. 1 2 3 4 5 6  Stefano Bertone «Gaia Data Release 2. Observational Hertzsprung-Russell diagrams» (en anglès). Astronomy and Astrophysics, 8-2018. DOI: 10.1051/0004-6361/201832843.
4. 1 2   «Blue Stragglers in Galactic Open Clusters and Integrated Spectral Energy Distributions» (en anglès). Astrophysical Journal, 2, 2-2005, pàg. 824–838. DOI: 10.1086/426681.
5. ↑  Martin Netopil «On the metallicity of open clusters» (en anglès). Astronomy and Astrophysics, 1-2016. DOI: 10.1051/0004-6361/201526370.